# احمد دینی احمد
احمد دینی احمد (عفار: Acmad Diini Acmad؛ ۱۹۳۲ – ۱۲ سپتامبر ۲۰۰۴) سیاستمدار اهل جیبوتی بود. وی از ۱۲ ژوئیه ۱۹۷۷ تا ۵ فوریه ۱۹۷۸ نخست‌وزیر این کشور بود.
احمد دینی احمد در ۱۲ سپتامبر ۲۰۰۴، در سن ۷۲ سالگی درگذشت.